# Gumy (seriál)
Gumy jsou desetidílný komediální seriál z roku 2022 vytvořený pro Voyo. Režisérkou a zároveň autorkou námětu je Karin Krajčo Babinská, scénář napsal Michal Samir.
V hlavních rolích se objevili Richard Krajčo, David Švehlík, Patricie Pagáčová, Dana Batulková, Pavel Šimčík, Robert Nebřenský, Sandra Pogodová a další.
Seriál byl na Voyo poprvé uveden 28. října 2022. Premiérově je vysílán na TV Nova od 4. března 2025.

## Děj
Děj seriálu se točí kolem dvojice svérázných automechaniků, Máry a Lukyna, kteří jsou nerozluční přátelé již od dětství. Mára je drsný, přímý, ale natvrdlý a Lukyn milý, chytrý, a tak trochu dítě. Oba vlastní autodílnu, ale rádi by své podnikání rozšířili. Na to jim ale chybí finance, které se snaží získat pomocí absurdních a špatně promyšlených plánů, které je často dostávají do ještě absurdnějších situací. Bydlí na periferii velkoměsta, mezi dalšími postavičkami z komunity „za zdí“. V bývalém továrním areálu, kde se kromě jejich autodílny nachází i hospoda, trafika, butik nebo třeba zverimex.

## Obsazení
| Richard Krajčo    | Mára    |
| David Švehlík     | Lukyn   |
| Patricie Pagáčová | Maruška |
| Dana Batulková    | Dagmar  |
| Pavel Šimčík      | Dušan   |
| Robert Nebřenský  | Láďa    |
| Andrej Polák      | Pepík   |
| Roman Mrázik      | Béďa    |

## Seznam dílů
| Pořadí | Původní název  | Režie                 | Scénář       | Datum premiéry na Voyo |
| ------ | -------------- | --------------------- | ------------ | ---------------------- |
| 1      | Pohřeb         | Karin Krajčo Babinská | Michal Samir | 28. října 2022         |
| 2      | Koupaliště     | Karin Krajčo Babinská | Michal Samir | 28. října 2022         |
| 3      | Trafika        | Karin Krajčo Babinská | Michal Samir | 4. listopadu 2022      |
| 4      | Zásilka        | Karin Krajčo Babinská | Michal Samir | 4. listopadu 2022      |
| 5      | Kasino         | Karin Krajčo Babinská | Michal Samir | 11. listopadu 2022     |
| 6      | Svatba         | Karin Krajčo Babinská | Michal Samir | 11. listopadu 2022     |
| 7      | Pojistka       | Karin Krajčo Babinská | Michal Samir | 18. listopadu 2022     |
| 8      | Erotická linka | Karin Krajčo Babinská | Michal Samir | 18. listopadu 2022     |
| 9      | Mašina         | Karin Krajčo Babinská | Michal Samir | 25. listopadu 2022     |
| 10     | Kalif          | Karin Krajčo Babinská | Michal Samir | 25. listopadu 2022     |

## Sledovanost v TV (v mil., 15+)
1. 0,308[4]
2. 0,289[5]
3. 0,256[6]
4. 0,245[7]